# Willy Bocklant
Willy Bocklant (Bellegem, 26 januari 1941 - Herzeeuw, 6 juni 1985) was een Belgisch wielrenner die tussen 1962 en 1969 als beroepsrenner actief was. Zijn voornaamste overwinning was Luik-Bastenaken-Luik in 1964.

## Belangrijkste overwinningen
1960
- Circuit Franco-Belge
- 1e etappe Triptyque Ardennais
- 3e etappe  Triptyque Ardennais
- Eindklassement Triptyque Ardennais

1961
- GP Stan Ockers

1962
- Moeskroen
- Saint-Omer

1963
- Eindklassement Ronde van Romandië
- Stadsprijs Geraardsbergen
- GP Stan Ockers

1964
- Ronde van Piemonte
- Luik-Bastenaken-Luik
- Ardens Weekend
- Ronde van Wallonië
- Antwerpen - Ougrée
- GP de la Basse-Sambre

1965
- Brabantse Pijl
- Brussel-Ingooigem
- GP d'Isbergues
- 2e etappe Ronde van Romandië
- 3e etappe Tour du Nord
- 2e etappe Parijs-Nice
- Omloop van de grensstreek Moeskroen

1967
- E3-Prijs
- Izenberge

1968
- 5e etappe Tour du Nord

| Jaar | Ronde van Italië | Ronde van Frankrijk | Ronde van Spanje |
| ---- | ---------------- | ------------------- | ---------------- |
| 1962 |                  |                     |                  |
| 1963 |                  | opgave              |                  |
| 1964 |                  | opgave              |                  |
| 1965 |                  | opgave              |                  |
| 1966 |                  |                     |                  |
| 1967 |                  |                     |                  |
| 1968 |                  |                     |                  |
| 1969 |                  |                     |                  |

| Jaar | Milaan-San Remo | Gent-Wevelgem | Ronde van Vlaanderen | Parijs-Roubaix | Amstel Gold Race | Luik-Bast.‑Luik | Ronde van Lombardije | Waalse Pijl | Parijs-Brussel |  | WK op de weg |  | Wereldranglijsten |
| ---- | --------------- | ------------- | -------------------- | -------------- | ---------------- | --------------- | -------------------- | ----------- | -------------- |  | ------------ |  | ----------------- |
| 1962 |                 |               |                      |                |                  |                 |                      |             |                |  |              |  |                   |
| 1963 | 4e              | 40e           |                      |                |                  |                 | 4e                   | 5e          | 16e            |  |              |  | 6e (SPP)          |
| 1964 | ↑               | 17e           | 38e                  | 4e             |                  | ↑               |                      | 25e         | 7e             |  | 21e          |  | 12e (SPP)         |
| 1965 | 41e             |               |                      |                |                  | 7e              |                      | 4e          | Brons          |  |              |  |                   |
| 1966 | 23e             | 8e            | 7e                   | 7e             |                  | 7e              |                      | 12e         | 10e            |  |              |  |                   |
| 1967 | 22e             | 38e           | 44e                  | 14e            |                  |                 |                      | Brons       |                |  |              |  |                   |
| 1968 |                 | 81e           | 14e                  | 25e            | 21e              |                 |                      | 22e         |                |  |              |  |                   |
| 1969 |                 | 14e           | 14e                  | 9e             |                  | 19e             |                      | 20e         |                |  |              |  |                   |